# Nainana Jat
Nainana Jat è una città dell'India di 9.650 abitanti, situata nel distretto di Agra, nello stato federato dell'Uttar Pradesh.